# كورتني هانسن
كورتني هانسن (بالإنجليزية: Courtney Hansen)‏ هي مؤلفة وكاتبة العمود وعارضة وصحفية ومقدمة تلفزيونية وممثلة أمريكية، ولدت في 2 أكتوبر 1974 في منيابولس في الولايات المتحدة.

## وصلات خارجية
- الموقع الرسمي
- كورتني هانسن على موقع IMDb (الإنجليزية)
- كورتني هانسن على موقع قاعدة بيانات الفيلم (الإنجليزية)